# Granite Falls (Waszyngton)
Granite Falls – miasto w Stanach Zjednoczonych, w stanie Waszyngton, w hrabstwie Snohomish.